# Daniel Levy (football)
Pour les articles homonymes, voir Daniel Levy et Levy.
Daniel Levy, né le 8 février 1962 dans l'Essex (Royaume-Uni), est l'actuel président du club anglais de football de Tottenham Hotspur.

## Biographie
Il a succédé à Alan Sugar en février 2001. Il est aussi directeur de gestion de ENIC plc, groupe de sports, de divertissement et de médias.
Il était autrefois directeur sportif du club écossais du Rangers FC, dans lequel ENIC était peu significatif. ENIC tient également une place dans des clubs tels que le Slavia Prague, Vicence, ou dans des compagnies non liées au football telles que Warner Bros.

## Débuts
Daniel Levy est né dans l'Essex, en Angleterre, de parents juifs. Son père, Barry Levy, était propriétaire d'une entreprise de vente au détail de vêtements, Mr Byrite (rebaptisée plus tard Blue Inc). Il est un supporter de longue date de Tottenham Hotspur, et a assisté à son premier match à White Hart Lane contre QPR dans les années 1960. Il a étudié l'économie et l'économie foncière au Sidney Sussex College, à Cambridge, et a obtenu son diplôme en 1985 avec une mention très bien.

## Carrière
Après avoir obtenu son diplôme, Levy s'est lancé dans l'entreprise familiale, M. Byrite. Il a également été impliqué dans le développement immobilier, ainsi que dans un certain nombre d'autres entreprises. Il a ensuite formé une association commerciale avec Joe Lewis, et s'est impliqué dans un fonds d'investissement appelé ENIC International Ltd, spécialisé dans divers sports (le football en particulier), le divertissement et les médias. Il a été nommé directeur général d'ENIC en 1995. Levy et sa famille détiennent 29,4 % du capital social d'ENIC, tandis que Lewis en détient 70,6 %.
Levy est devenu directeur du club de football écossais des Rangers, dans lequel ENIC a détenu une participation importante jusqu'en 2004. ENIC détient également des participations dans d'autres clubs de football européens, dont l'AEK Athènes, le Slavia Prague, le FC Bâle et Vicenza (tous vendus depuis), ainsi que dans des entreprises non liées au football, comme les restaurants Warner Bros et une société de logiciels de Cambridge, Autonomy. Il est devenu président de Tottenham Hotspur en 2001.